# MaSat-1
MaSat-1 — первый венгерский искусственный спутник Земли. Название происходит от сочетания слов Magyar (венг. Венгерский) и Satellite (с англ. — «Спутник»). Построен Будапештским университетом технологии и экономики. Был выведен на низкую околоземную орбиту 13 февраля 2012 года в первом полёте новой европейской РН Вега с космодрома Куру. Спутник передаёт телеметрическую информацию на 70-см волне любительского диапазона на частоте 437,345 кГц, которая принимается центром слежения в Будапеште. Центр был протестирован с помощью Чарльза Симони 31 марта 2009 года во время его экспедиции на МКС.

## История создания
В сентябре 2007 года группа энтузиастов студентов и аспирантов из Будапештского университета технологии и экономики решила спроектировать и построить небольшой спутник. Эта инициатива была поддержана двумя отделениями университета: Департаментом электронных приборов и Департаментом широкополосных инфокоммуникации и электромагнитной теории, а также университетской группой космических исследований.
Цели и задачи миссии:
- Подготовка молодых квалифицированных инженеров в области космических технологий;
- Получения опыта создания среди венгерских разработчиков спутника, поскольку такой опыт ранее отсутствовал;
- Демонстрация возможностей Венгрии в области космических технологий и начало Венгерской космонавтики;
- Разработка спутника затрагивает не только область космических технологий, но и даёт развитие сопутствующим прикладным наукам.

Кроме того, опыт, полученный при создании, выводе и эксплуатации спутника будет в дальнейшем использован при обучении студентов, а также подготовки связанных со спутником научных работ.
Для создания спутника использовались только Венгерские технологии, а также дизайн и конструкция были спроектированы и изготовлены в Венгрии.
Другой целью была заявка Венгрии на участие в Европейском космическом агентстве (ЕКА). В дальнейшем планируется, что Венгерские инженеры будут участвовать в новых проектах
ЕКА, а это означает повышение дохода отрасли и количества специалистов на порядки.

## Критерии успеха миссии
Минимальные:
- Проектирование, конструирование и тестирование работоспособного аппарата, способного выдержать запуск и полёт в космическом пространстве.
- Доставить спутник к месту запуска — космодрому Куру, получить подтверждение о выводе на Низкую околоземную орбиту.
- Наземная станция работает ежедневно и круглосуточно.

Дополнительные:
- Успешное получение телеметрических пакетов со спутника;
- Управление режимами работы спутника с помощью радиокомандного управления;
- Правильная и надёжная работа всех подсистем спутника.

Полные:
- Приём всех научных данных и телеметрии со спутника.

## Технологические цели
- Проектирование и разработка всей бортовой электроники, аппаратного и программного обеспечения в Венгрии;
- Постройка надёжной энергетической системы для спутника, состоящей из шести независимых высокоэффективных элементов питания;
- Тестирование новой системы коммуникации на базе единого чипа ISM-частоты;
- Тестирование телеуправления на базе ESA PUS;
- Постройка надёжного бортового компьютера и системы сбора данных, способной регистрировать, собирать, сжимать и передавать телеметрическую информацию на нескольких каналах связи;
- Создание полуактивной системы ориентации на двух постоянных магнитах;
- Тестирование алгоритма стабилизации;
- Испытание аналоговых датчиков солнечной ориентации на основе инфракрасных детекторов;
- Слежение за высотой аппарата с помощью 3-осного гироскопа, 3-осного магнитометра и 3-осного акселерометра[4].

## Строение и оборудование спутника

### Бортовой компьютер
Бортовой компьютер контролирует все операционные процессы в цепях спутника. В связи с повышенной отказоопасностью проекта он был сконструирован с повышенным запасом надёжности. Состоит из двух идентичных блоков, использующих одинаковый набор программного обеспечения и использующих параллельные цепи соединения с остальными компонентами спутника. Однако коммуникация между блоками отсутствует. Система питания устроена так, что работает только один из двух блоков. Блоки могут идентифицировать себя и передавать в телеметрии информацию о текущем функционирующем блоке.

### Система контроля высоты и ориентации
Система контроля высоты и ориентации (англ. Altitude Control and Determination System - ADCS) — Панель ADCS находится между бортовым компьютером и устройствами радиосвязи. Панель включает в себя датчики ADCS и микроконтроллер, который собирает информацию и соединяется с микроконтроллером центрального компьютера с помощью протокола I2C. Управляющий сигнал рассчитывается усилителем мощности микроконтроллера, включающим в себя панель управления катушками. С одной стороны контроллера находятся полевые транзисторы, соединённые мостом с катушкой. Среднее напряжение катушки определяется исполнительным сигналом постоянной частоты, но изменяющимся в постоянном режиме. ADCS посылает данные на устройство радиосвязи через центральный компьютер. Это даёт возможность отправлять телеметрическую информацию о работе ADCS на наземные станции, а также настроить режимы и параметры контроллера.
ADCS «MaSat-1» имеет богатый набор инструментов, включающий цифровой компас, оснащённый трёхосным магнитометром и акселерометром, трёхосным микроэлектронно-механический измеритель угловой скорости. Кроме того, аналоговый сигнал с наружных фотоэлементов, расположенным с каждой стороны спутника, обрабатываются отдельным микроконтроллером, интегрированным в панель ADCS.

### Коммуникационная система
Отдельного модуля коммуникации не существует, все необходимые функции контроля передачи осуществляются ADCS. Передача осуществляется радиопередатчиком мощностью 100 мВт в энергосберегающем режиме и 400 мВт в обычном режиме. По умолчанию каждая четвёртая передача осуществляется в обычном режиме. Приёмопередатчик, состоящий из единственного чипа, использует диапазон частот 200—900 Мгц, он был разработан для передачи сигнала на расстояния малой и средней дальности, поэтому максимальная мощность не превышает 16 дБм, этого недостаточно для покрытия диапазона частот, поэтому потребовалась дополнительная установка усилителя. Чтобы предотвратить чрезмерное энергопотребление, включаются одновременно только необходимые блоки. Переключением блоков занимается коммуникационная система, использующая логическое устройство ADCS. Дополнительные сложности вызывает необходимость резервирования устройств. Каждый блок схемы продублирован, поэтому необходимо хорошо спланированное переключение во избежание любого возможного сбоя. Переключение между дублирующими компонентами осуществляется блоками бортового компьютера. Так как «MaSat-1» будет работать в любительском диапазоне частот, передача будет начинаться с указания позывного (HA5MASAT), для этого сигнал кодируется азбукой Морзе.

### Система электроснабжения
Система электроснабжения управляет первичными и вторичными источниками электропитания спутника и распределяет электроэнергию среди бортовых подсистем. Так как система является критически важной для спутника, её надёжности уделялось особенное внимание. Также как и другие системы, многие компоненты системы электроснабжения были продублированы. Основными источниками питания являются 6 солнечных батарей, расположенных со всех сторон куба, питающие спутник, когда он освещён Солнцем. Солнечные батареи передают свою энергию через 6 независимых неконтролируемых шин. Электрический ток, поступающий с батарей, суммируется с помощью диодов, препятствующих оттоку энергии к неосвещённым или неработающим батареям. Когда спутник находится в тени Земли, питание осуществляется от единственного литий-ионного аккумулятора. Аккумулятор напрямую соединён с бортовой шиной, чьё неконтролируемое напряжение даёт информацию о заряде аккумулятора. Шина питания фильтруется конденсаторами, защищающими от резкого изменения нагрузки, связанного с изменением генерации батарей и смены источников питания. Бортовые подсистемы питаются током с напряжением 3,3 В, генерируемым двумя преобразователями, работающими в режиме резервирования избытков. Распределение энергии производится с помощью бортового компьютера.

### Корпус
Корпус соединяет элементы между собой и защищает их от наружного воздействия космической среды. Корпусные элементы подразделяются на основные и вторичные элементы. Основные структурные элементы образуют «скелет» спутника, обеспечивающий стабильность системы. Вторичные элементы обеспечивают поддержку для конкретных элементов и панелей. Корпус изготовлен из аэрокосмического алюминия, высокого качества обработки. Корпус выдерживает экстремальное ускорение и вибрации при запуске, а также защищает аппарат от космической среды и её сурового воздействия (температура, радиация).